# Ei (dier)

Anatomie van een ei
----

Een ei is een door een vrouwelijk dier gemaakt product, een natuurlijk vat, dat na bevruchting door een zaadcel kan uitgroeien tot een nakomeling.
Het ei bestaat uit een dooier (de eicel) dat de zygote/embryo en veel vetachtige voedingsstoffen bevat, met daaromheen een beschermend omhulsel dat aan het eind van de ontwikkeling ook wordt opgesoupeerd: het wit van het ei (dat veel water bevat).
Dieren die eieren leggen zijn vissen, amfibieën, insecten, reptielen, vogels en monotreme zoogdieren. Zo vormt bijvoorbeeld kikkerdril de eieren van kikkers.
Eieren van vogels worden beschermd door een harde, kalkachtige schaal. Reptieleneieren hebben een zachtere, maar ook stevige schaal.
De eieren van kippen en ander pluimvee, en van sommige vissen (kaviaar), worden door de mens gegeten.

## Vogeleieren
De eieren van vogels worden meestal in een nest gelegd, waarna ze door één of beide ouders bebroed worden.
De eieren van verschillende soorten vogels zijn alle verschillend. Vroeger werd de kennis van de verschillen tussen deze eieren gebruikt als een methode om vogels te determineren. Daarnaast werd het verzamelen van eieren ook als hobby uitgeoefend.
Het grootste vogelei is dat van de struisvogel (tot 1,5 kg). Het ei van de uitgestorven Aepyornis was echter nog groter. Het kleinste vogelei is met slechts 6 mm dat van de bijkolibrie.

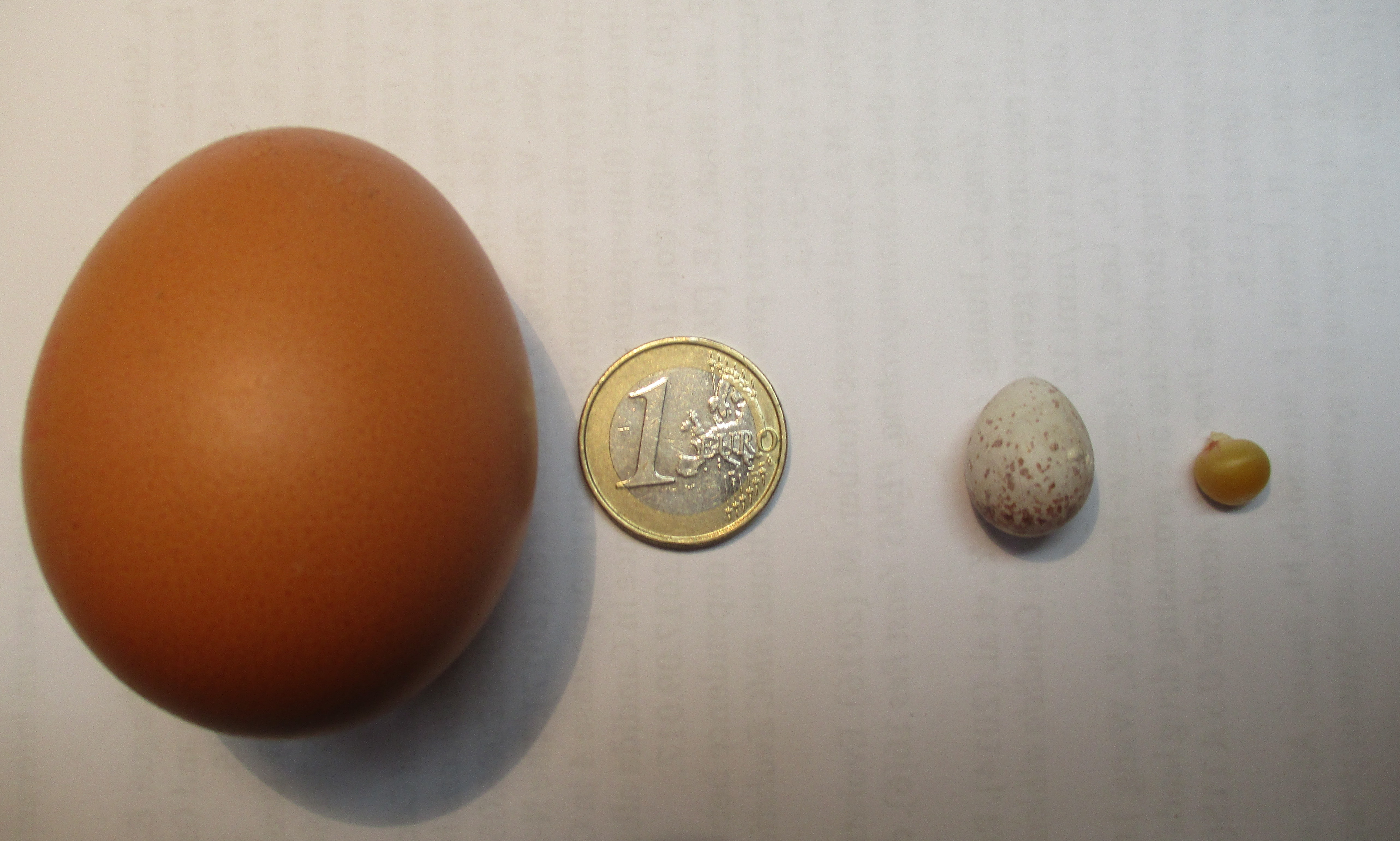
Ei van een kip en een koolmees vergeleken met een 1 euro munt en een maiskorrel

### Verzamelen
In Nederland werd het met de invoering van de Vogelwet op 23 september 1912 “verboden [om] eieren van beschermde vogels uit te halen, ten verkoop voorhanden te hebben, te koop aan te bieden, te verkoopen, af te leveren of te vervoeren.” Een uitzondering betrof het rapen van kievitseieren en van de eieren van enkele andere vogelsoorten. Alleen voor het aanleggen van wetenschappelijke collecties werden nog ontheffingen verleend. Dergelijke collecties treft men thans alleen nog in musea aan.
De collectie vogeleieren van Albertus Adrianus Hey uit Hillegom (1905–1982), die eerder te zien was in bezoekerscentrum De Oranjekom van de Amsterdamse Waterleidingduinen te Vogelenzang, wordt bewaard in het Nationaal Natuurhistorisch Museum Naturalis in Leiden. De collectie bevat 382 eieren van 81 vogelsoorten en is naar alle waarschijnlijkheid in de late jaren veertig en vroege jaren vijftig van de 20ste eeuw tot stand gekomen. De eieren waren grotendeels afkomstig uit de Amsterdamse Waterleidingduinen en enkele gebieden in de Zaanstreek.